# قصر بابلسبيرغ
قصر بابلسبيرغ (بالألمانية: Schloss Babelsberg) هو قصر يقع في المنتزه الذي يحمل نفس الاسم بوتسدام، عاصمة ولاية براندنبورغ الألمانية، بالقرب من برلين. لأكثر من 50 عامًا كان المقر الصيفي للأمير ويليام، الإمبراطور الألماني ويليام الأول فيما بعد وملك بروسيا وزوجته أوغوستا من منزل ساكس-فايمار-إيزيناتش، الإمبراطورة الألمانية وملكة بروسيا.

## التاريخ
تم تصميم المبنى على طراز الأحياء القوطي الإنجليزي، وتم بناؤه على مرحلتين خلال الفترة 1835-1849. تم منح عقد تخطيط القصر للمهندسين المعماريين كارل فريدريش شينكل ولودفيج بيرسيوس ويوهان هاينريش ستراك.

## موقع التراث العالمي
منذ عام 1990، أصبح قصر بابلسبيرغ جزءًا من مواقع التراث العالمي لليونسكو «قصور ومتنزهات بوتسدام وبرلين». القصر مُدار من قبل مؤسسة القصور والحدائق البروسية برلين-براندنبورغ.
منذ عام 2013، يخضع القصر لعملية تجديد مكثفة لواجهاته وتصميماته الداخلية.

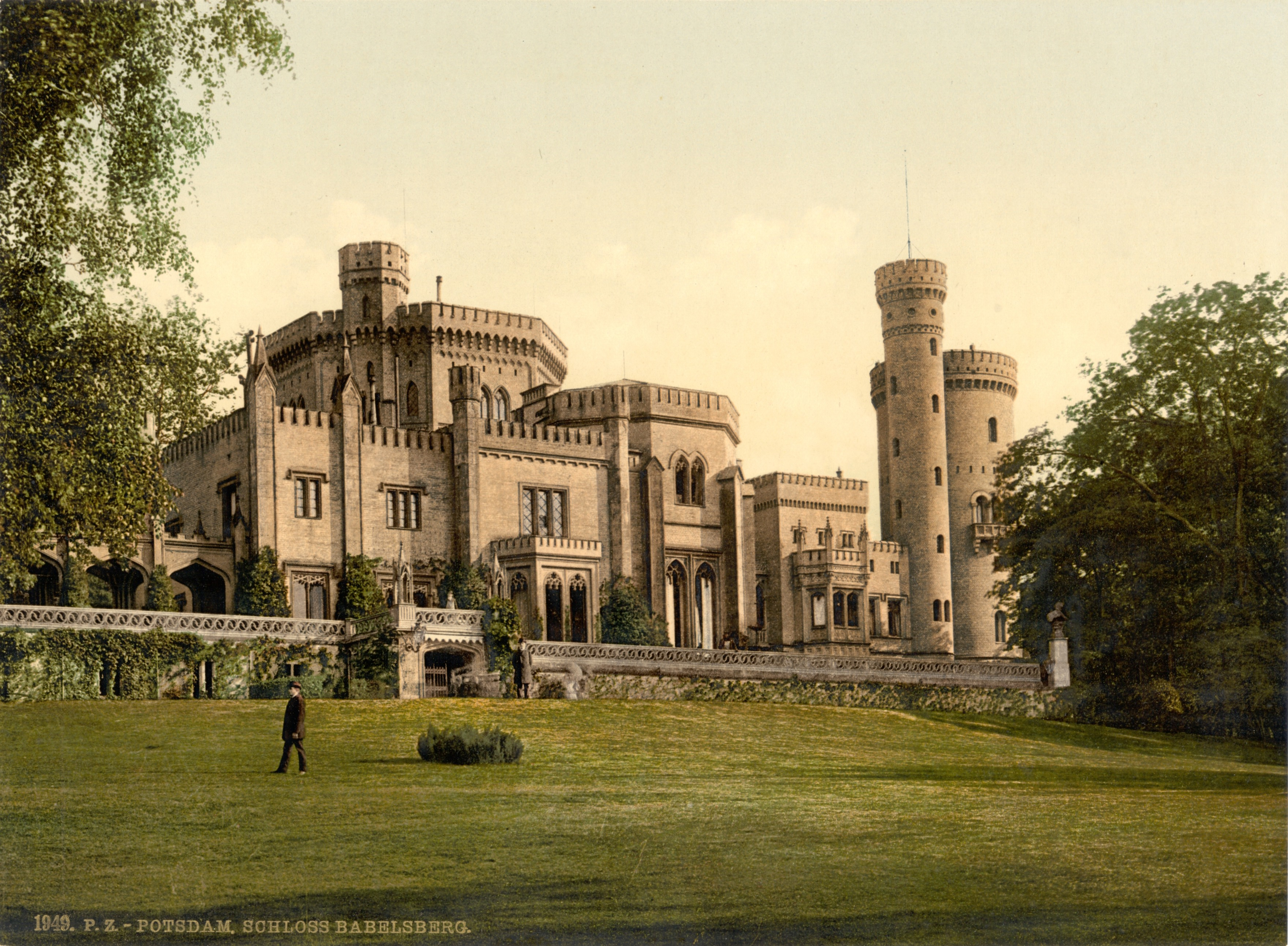
القصر حوالي عام 1900

## معرض الصور

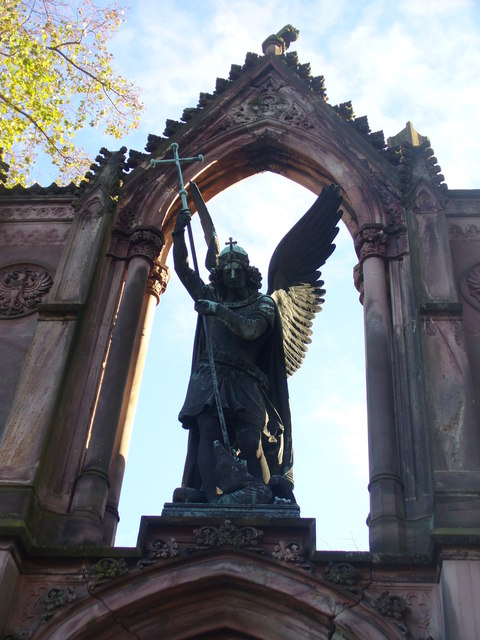
رئيس الملائكة ميخائيل
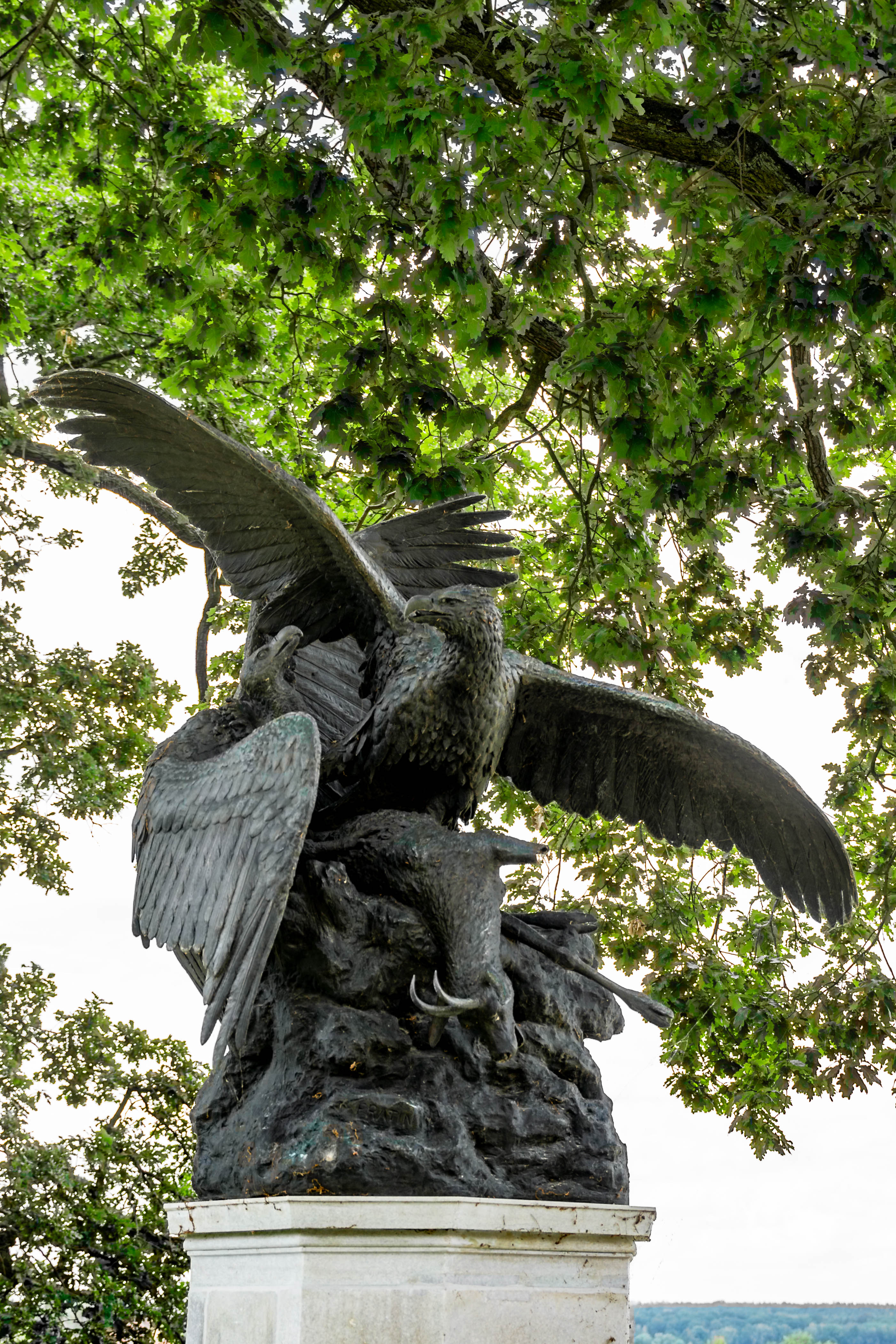
نسر ونسر يلتهم غزال
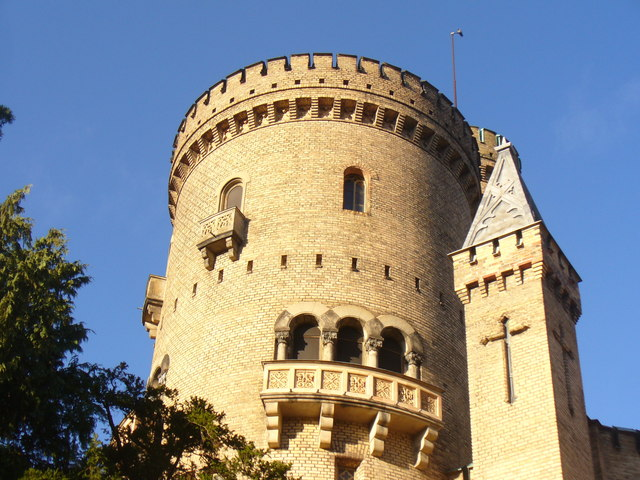
برج القصر
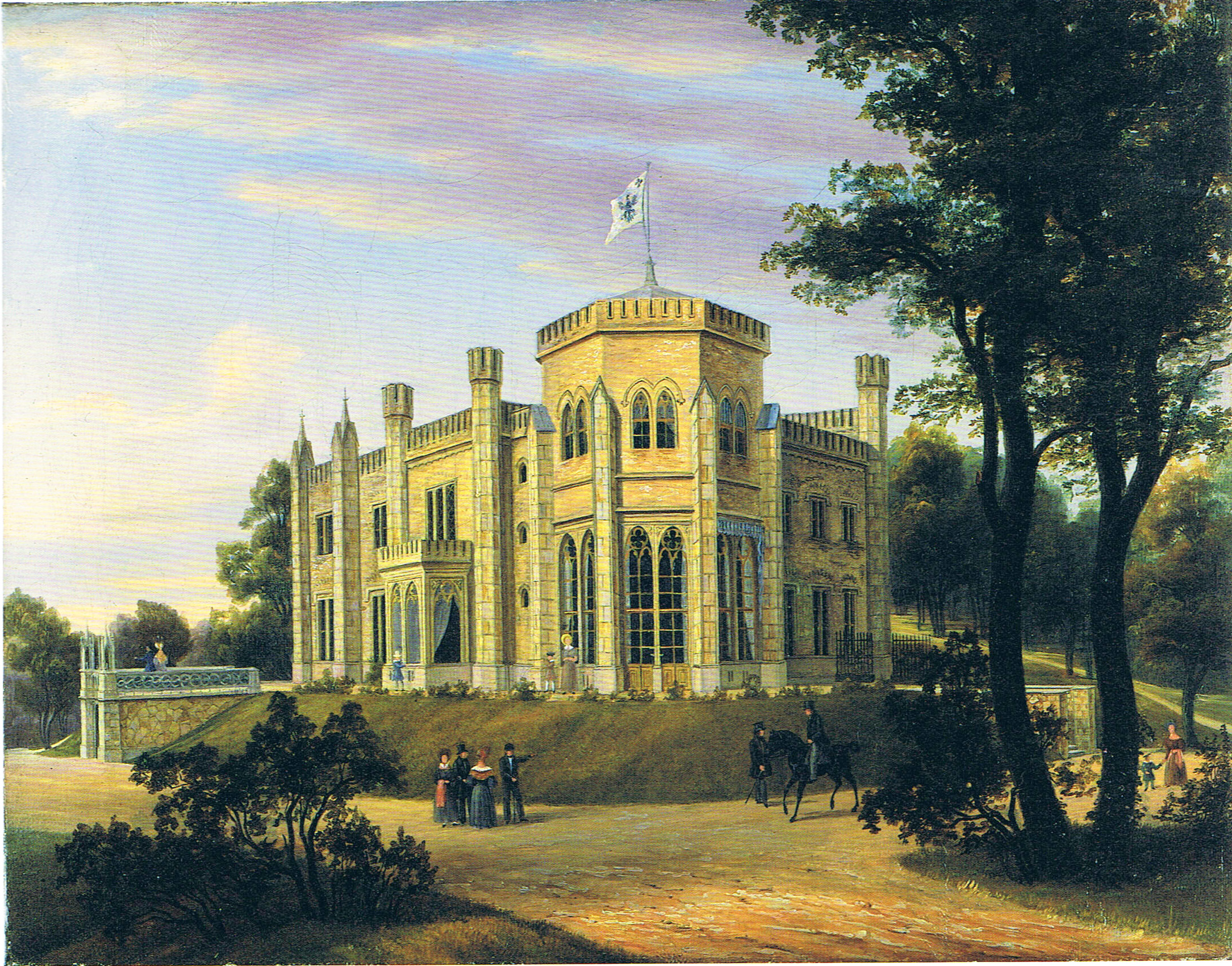
قصر الأمير فيلهلم في بابلسبيرج بواسطة كارل دانيال فريدانك، 1838

### استشهاد عام
- Amtlicher Führer der Stiftung Preußische Schlösser und Gärten برلين-براندنبورغ: Park und Schloss Babelsberg . الطبعة الثالثة 1999
- جيرت سترايدت ، كلاوس فرام: بوتسدام. Die Schlösser und Gärten der Hohenzollern . Könemann Verlagsgesellschaft mbH. كولونيا ، 1996.(ردمك 3-89508-238-4)
- جورج بوينسجين: شلوس بابلسبيرغ . Deutscher Kunstverlag ، برلين 1929.

## وصلات خارجية
- قصر بابلسبيرج على الموقع الإلكتروني Stiftung Preußische Schlösser und Gärten